# Hans Drakenberg
Hans Drakenberg, född 4 februari 1901 i Stockholm, död 1 november 1982 i Malmö, var en svensk civilingenjör och fäktare i grenen värja under 1930-talet. Han tilldelades Svenska Dagbladets Guldmedalj 1935 för "överraskande EM-seger i Lausanne" som motiveringen löd. Han tillhörde Internationella fäktningsförbundets tekniska kommission mellan åren 1936 och 1982.
Hans Drakenberg var mellan 1926 och 1945 gift med Elsa Maria Bjurling (1903–2000) samt från 1946 gift med friherrinnan Anna Brita Augusta Ramel, tidigare Krüger, (1910–2000). Paret är gravsatt på Limhamns kyrkogård. Han var brorson till Sten Drakenberg.

## Meriter
- OS 
  - 1936 silver, värja lag
  - 1936 4:a, värja individuellt
- VM
  - 1938 silver, värja lag
  - 1937 brons, värja lag
- EM
  - 1935 guld, värja individuellt
  - 1935 silver, värja lag
  - 1934 brons, värja individuellt
  - 1934 brons, värja lag
  - 1933 brons, värja lag